# Maek
Maek is een bestuurslaag in het regentschap Lima Puluh Kota van de provincie West-Sumatra, Indonesië. Maek telt 9157 inwoners (volkstelling 2010).